# واتفورد (دائرة انتخابية في المملكة المتحدة)
واتفورد (بالإنجليزية: Watford)‏ هي إحدى الدوائر الانتخابية في المملكة المتحدة الممثلة في مجلس العموم في برلمان المملكة المتحدة.
عضو البرلمان الذي يمثلها حالياً هو :Claire Ward (Lab).